# Arthingworth
Arthingworth – wieś w Anglii, w hrabstwie Northamptonshire, w dystrykcie (unitary authority) West Northamptonshire. Leży 22 km na północ od miasta Northampton i 115 km na północny zachód od Londynu.